# John Pitti
John Francis Pitti Hernández (ur. 2 sierpnia 1978 roku w Chiriquí) – panamski sędzia piłkarski. Od 2012 roku sędzia międzynarodowy.
Pitti znalazł się na liście 35 sędziów Mistrzostw Świata 2018.